# Temple Buell
För andra betydelser, se Temple Buell (olika betydelser).
Temple Buell var ett privat amerikanskt racingstall som drevs av racerföraren Temple Buell Jr. Stallet tävlade med Ferrari i sportvagns-VM i slutet av 1950-talet och vann Buenos Aires 1000 km 1957. Temple Buell deltog även i tre formel 1-lopp under 1958 med en Maserati 250F.
Förare som tävlat för stallet inkluderar Joakim Bonnier, Eugenio Castellotti, Phil Hill och Carroll Shelby.

## F1-säsonger
| Säsong | Tävlingsnamn | Bil      | Motor           | Poäng | Förare 1       | Förare 2       |
| ------ | ------------ | -------- | --------------- | ----- | -------------- | -------------- |
| 1958   | Temple Buell | Maserati | Maserati 2.5 L6 | 0     | Carroll Shelby | Masten Gregory |